# 國際足協世界盃吉祥物
從1966年世界盃足球賽起，每屆世界盃足球賽都會有自己的吉祥物。世界盃威利（World Cup Willie）是1966年世界盃的吉祥物，亦是世界盃首個吉祥物，以及國際大型體育賽事中首個吉祥物之一。吉祥物的設計顯示出一些代表著主辦國的一些特色（例如服飾、動物和植物等）。
世界盃吉祥物的對象是小朋友，以卡通化的設計為主；一些商品亦會於決賽週舉行期間推出。

## 列表
| 世界盃         | 吉祥物                                             | 介紹 |
| 英格蘭 1966    | 世界盃威利 World Cup Willie                        | 一隻獅子，是大英帝國的一個典型標記，穿上印有英國國旗和有世界盃（"WORLD CUP"）字樣的球衣。 |
| 墨西哥 1970    | 桑尼圖 Juanito                                     | 一個小男孩穿上墨西哥國家隊的球衣及戴上闊邊帽（刻有墨西哥 70，"MEXICO 70"字樣）。他的名字是胡安（Juan）的暱稱，胡安是西班牙語系中一個很普遍的名字。 |
| 西德 1974      | 滴 與 答 Tip and Tap                               | 兩個男孩穿上西德國家隊的球衣，印有WM（德語：Weltmeisterschaft，意為世界盃）字樣和號碼74。 |
| 阿根廷 1978    | 高切圖 Gauchito                                    | 穿著阿根廷國家隊球衣的男孩，帽子上寫有「阿根廷78」的字樣，他的圍巾和手中的小鞭子都是典型的高喬風格。 |
| 西班牙 1982    | 小橙 Naranjito                                     | 橙是西班牙一種典型的水果，成為了這屆賽事的吉祥物。牠穿上了西班牙國家隊的球衣。名字的來源是naranja，在西班牙語中解作橙，再加暱稱字尾"ito"。 |
| 墨西哥 1986    | 小胡椒 Pique                                       | 一條jalapeño胡椒，必定可從墨西哥食品裡找到，小辣椒的頭上戴著一頂墨西哥特有的大沿帽。用西班牙語中的辣椒（picante）一詞為它命名。 |
| 意大利 1990    | Ciao                                               | 一個火柴人足球員，以頭控著足球，身體用了意大利三色旗。由意大利著名的藝術家設計。Ciao在意大利語中是你好的意思。 |
| 美國 1994      | 射手 Striker                                       | 一條名為「射手」小狗，他的球衣顏色採用了和美國紅白藍旗相同的搭配，並印上美國 94（"USA 94"）字樣。 |
| 法國 1998      | 福迪斯 Footix                                      | 一隻雄雞，是法國的象徵之一，胸前印有法國 98（"FRANCE 98"）字樣。他的身體是藍色，和國家隊的球衣顏色一樣，他的名字是足球和字尾"-ix"的混成詞，出自著名的阿斯泰利克斯历险记漫畫。他還有其他名字，包括拉菲（"Raffy"）、胡比（"Houpi"）和加歷（"Gallik"）。 |
| 韓國/日本 2002 | Ato 、 Kaz 和 Nik                                  | 他們分別是橙色、紫色和藍色，極未來化、電腦化的設計。他們都是Atmoball（一套講述一種像足球的球類小說）的成員，Ato是教練，而 Kaz 和 Nik 是球員。這三個名字由互聯網和主辦國境內的麥當勞快餐店的用戶提供的名字中挑選出來。 |
| 德國 2006      | 高里奧六世 和 伙伴派利 Goleo VI and sidekick:Pille | 一隻穿上德國隊的球衣的獅子，還有一隻有表情的足球派利作伴。高里奧是詞語「goal」（球門）和 「leo」（拉丁語中解作獅子）的合成的混成詞。在德國，派利（"Pille"）是足球的口語化稱呼。 |
| 南非 2010      | 扎庫米 Zakumi                                      | 扎庫米是一隻綠頭髮的大豹，穿上印有南非2010（South Africa 2010）的衣服。Zakumi的綠色和金色代表南非體育的國家隊的顏色。他的名字來自「ZA」，是ISO 3166中南非的代碼，而「kumi」則是多種南非語言中「十」的意思。 |
| 巴西 2014      | 福来哥 Fuleco                                      | 福來哥為一只人形化的巴西三带犰狳，巴西三帶犰狳是巴西特有物種。福来哥的名字是Futebol（足球）和Ecologia（生态）的混合体。 |
| 俄羅斯 2018    | 扎比瓦卡 Zabivaka（Забива́ка）                      | 扎比瓦卡為一隻卡通人形西伯利亞平原狼。由俄羅斯大學生葉卡捷琳娜·博恰洛娃（Ekaterina Bocharova）設計，名字在俄語中意為『射手』或『那個得分的人』之意；Zabivaka的毛色為白、棕相間，帶著運動護目鏡，衣著配色則為藍、白、紅，象徵俄羅斯國旗。在俄羅斯的民間故事中，狼是非常有代表性的一個形象，其中於《伊凡王子與灰狼》裡，它是忠誠勇敢的化身，多次拯救王子，為他找來生命之水，俄羅斯畫家瓦斯涅佐夫根據這個故事所創作的油畫《騎著灰狼的伊凡王子》，被收藏在特列季亞科夫畫廊，相當珍貴。 |
| 卡達 2022      | 拉伊卜 La'eeb（لعيب）                              | 拉伊卜造型取自阿拉伯傳統白色長袍，名字在阿拉伯語中意指「技術高超的球員」。 |

## 外部連結
- Zakumi的資料——國際足協的官方網頁（页面存档备份，存于）
- 經典世界杯吉祥物首頁 （页面存档备份，存于）
- 歷屆世界杯吉祥物-搜狐體育 （页面存档备份，存于）
- 歷屆FIFA世界杯吉祥物 （页面存档备份，存于）
- World Cup mascots 1966-2014 （页面存档备份，存于）